# Bombardement du convoi médical d'Al-Shifa
Le 3 novembre 2023, lors de l'invasion israélienne de la bande de Gaza et du siège de la ville de Gaza, un bombardement israélien frappe un convoi médical au départ de l'hôpital Al-Shifa transportant des patients grièvement blessés. La frappe tue entre 13 et 15 personnes et en blesse des dizaines, selon les informations.
Le départ du convoi d'ambulances avait été annoncé à l'avance et impliquait la participation du Croissant-Rouge palestinien.
Les forces de défense israéliennes reconnaissent avoir mené la frappe aérienne et déclare des militants du Hamas tués dans l'attaque, bien que ni l'utilisation des ambulances par le Hamas ni la mort de militants ne sont confirmés. Le ministère de la Santé de Gaza, qui fait partie du gouvernement du Hamas, nie toute utilisation militaire des ambulances.

## Contexte
L'hôpital Al-Shifa est le plus grand établissement médical de la bande de Gaza.
Le lundi 16 octobre 2023, Israël ordonne l'évacuation de l'hôpital Al Shifa et du reste du nord de Gaza. En raison du manque de lits dans le sud de la bande de Gaza et de l’absence de moyens de transport des patients, tels que des nouveau-nés sous couveuses ou des patients sous respirateur, les ordres d’évacuation sont considérés comme impossibles à mettre en œuvre.
Le 27 octobre 2023, Israël accuse le Hamas d'utiliser les hôpitaux de la bande de Gaza comme boucliers humains. Selon l'armée israélienne, le quartier général du commandement du Hamas se trouve sous l'hôpital Al Shifa, relié aux caches d'armes et à d'autres infrastructures militaires par un vaste réseau de tunnels souterrains,. Le Hamas tient une histoire documentée – antérieure à la guerre de Gaza de 2023 – d’utilisation d’écoles, d’hôpitaux et d’autres biens civils pour se protéger des frappes aériennes israéliennes.
Le 1er novembre 2023, l'ouverture du poste frontière de Rafah est annoncé, celui-ci restera ouvert pour des évacuations limitées de civils titulaires de passeports étrangers et de patients grièvement blessés. Selon un haut responsable de l'administration américaine, les négociations autour de la réouverture du poste frontière sont compliquées par la volonté du Hamas d'inclure les combattants blessés dans la liste des évacués. Le Hamas indique sa volonté d'autoriser les ressortissants étrangers à quitter Gaza à condition que certains Palestiniens blessés puissent également partir. Environ un tiers de la liste initiale des évacués proposée par l'organisation terroriste est composée de combattants du Hamas blessés. Les États-Unis, l’Égypte et Israël refusent d’autoriser les combattants blessés à évacuer par l’Égypte.
Le jeudi 2 novembre 2023, Tsahal encercle la ville de Gaza dans le contexte de l'invasion israélienne de la bande de Gaza,.

## L'attaque
La frappe aérienne israélienne a lieu alors qu'un convoi d'ambulances quitte l'hôpital al-Shifa transportant 15 à 20 patients grièvement blessés,,. Le convoi se dirige vers le poste-frontière de Rafah récemment rouvert avec l'Égypte lorsqu'il est attaqué à plusieurs endroits,,, notamment devant la porte de l'hôpital et sur la place Ansar,. La frappe tue 13 personnes et en blesse de nombreuses autres, selon le directeur de l'hôpital Al Shifa, Mohammad Abu Salmiya. D'après le porte-parole de la santé à Gaza, Ashraf al-Qudra, 15 personnes ont été tuées et 60 autres blessées.
Après la frappe, des images graphiques sont diffusées sur les réseaux sociaux, montrant une douzaine de personnes allongées à plat ventre au milieu de mares de sang, alors que les gens se précipitent pour les aider. Sur les lieux se trouvent également un cheval mort attaché à une charrette, ainsi qu'une ambulance du Croissant-Rouge palestinien émaillée de sang. Les autorités sanitaires palestiniennes avaient annoncé à l'avance le départ du convoi d'ambulances. Al-Qudra déclare : « Nous avons informé la Croix-Rouge et le Croissant-Rouge, nous avons informé le monde entier, que ces ambulances transportaient des blessés. Il s'agissait d'un convoi médical. Le Comité international de la Croix-Rouge confirme à CNN avoir reçu une demande d'escorte du convoi, mais déclare qu'il ne faisait finalement pas partie de celui-ci.
Le Croissant-Rouge palestinien confirme qu'une de ses ambulances a été touchée, son personnel étant indemne. Cependant, selon un porte-parole, la zone touchée par la frappe est « extrêmement peuplée » de civils à ce moment-là.
Le directeur de l'hôpital déclare que les noms des blessés du convoi d'ambulances figurent sur une liste des évacués autorisés. Selon le ministère égyptien de la Santé, à la suite de la frappe aérienne, seuls 17 des 28 évacués blessés prévus sont entrés en Égypte en date du 3 novembre 2023,.

## Confirmation par Israël
L'armée israélienne confirme la frappe, affirmant que l'une des ambulances était utilisée par une « cellule terroriste du Hamas » et se trouvait à proximité de leur position. Des combattants du Hamas auraient été tués lors de cette frappe,. Le 3 novembre 2023, l'armée annonce avoir l'intention de publier des détails supplémentaires sur la frappe aérienne, celle-ci ayant déjà partagé des renseignements avec les agences coopérantes,, tout en ajoutant que le Hamas utilise couramment des ambulances pour déplacer ses combattants et des armes. Le Hamas nient ces affirmations. Selon le Washington Post, les conséquences de la frappe « montre des femmes et des enfants parmi les victimes, et aucune arme ni individu portant des vêtements militaires ne sont repérés ».

## Réactions
Le directeur général de l'Organisation mondiale de la santé, Tedros Adhanom Ghebreyesus, se déclare « complètement choqué par les informations faisant état d'attaques contre des ambulances évacuant des patients près de l'hôpital Al-Shifa à Gaza, entraînant des morts, des blessés et des dégâts »,. Le secrétaire général de l'ONU, António Guterres se déclare « horrifié » par l'attaque,. Yánis Varoufákis écrit : « Même si l'ambulance transportait un suzerain du Hamas, la bombarder viole les Conventions de Genève ». 